# Сан Хуан (река в Колумбия)
Сан Хуан (на испански: Rio San Juan) е река в западната част на Колумбия, в департаментите Чоко и Вале дел Каука, вливаща се в Тихия океан. Дължината ѝ е 380 km, а площта на водосборния басейн – 15 000 km².
Река Сан Хуан води началото си от западните склонове на Западните Колумбийски Кордилери, на 2500 m н.в., в източната част на департамента Чоко. До устието на левия си приток Кондото е типична планинска река с дълбока и тясна долина, бързо течение и множество прагове. След това до устието си тече през крайбрежната низина, която е южно продължение на падината на река Атрато с бавно и спокойно течение. Последните около 70 km служи за граница между департаментите Чоко и Вале дел Каука. Влива се в Тихия океан чрез делта с площ около 300 km², на около 60 km северозападно от град Буенавентура. Подхранването ѝ е предимно дъждовно и е пълноводна целогодишно. Среден годишен отток 2055 m³/s, минимален през март 1495 m³/s, максимален през октомври и ноември 2675 m³/s. Целогодишно е плавателна за плитко газещи речни съдове на 200 km от устието. В района на ниския вододел с река Атрато и в нейните наноси се разработват находища на платина и злато.